# Arvătești, Mehedinți
Arvătești este un sat în comuna Prunișor din județul Mehedinți, Oltenia, România.